# Lista chorążych reprezentacji Laosu na igrzyskach olimpijskich
Lista chorążych reprezentacji Laosu na igrzyskach olimpijskich – lista zawodników i zawodniczek reprezentacji Laosu, którzy podczas ceremonii otwarcia nowożytnych igrzysk olimpijskich nieśli flagę narodową.

## Chronologiczna lista chorążych
| Lp. | Rok i miejsce   | Chorąży                     | Dyscyplina    |
| --- | --------------- | --------------------------- | ------------- |
| 1   | 1980, Moskwa    | Panh Khemanith              | Lekkoatletyka |
| 2   | 1988, Seul      | Sitthixay Sacpraseuth       | Lekkoatletyka |
| 3   | 1992, Barcelona | Khamsavath Vilayphone       |               |
| 4   | 1996, Atlanta   | Thongdy Amnouayphone        | Lekkoatletyka |
| 5   | 2000, Sydney    | Sisomphone Vongpharkdy      | Lekkoatletyka |
| 6   | 2004, Ateny     | Chamleunesouk Ao-Oudomphonh | Lekkoatletyka |
| 7   | 2008, Pekin     | Souksavanh Tonsacktheva     | Lekkoatletyka |
| 8   | 2012, Londyn    | Kilakone Siphonexay         | Lekkoatletyka |
| 9   | 2016, Rio       | Xaysa Anousone              | Lekkoatletyka |
| 10  | 2020, Tokio     | Silina Pha Aphay            | Lekkoatletyka |
| 10  | 2020, Tokio     | Santisouk Inthavong         | Pływanie      |